# Volo Sita Air 601
Il volo Sita Air 601 (ST601/STA601) è stato un collegamento passeggeri nazionale nepalese, operato da Sita Air dall'aeroporto Internazionale Tribhuvan di Kathmandu, capitale del Nepal, all'aeroporto Tenzing-Hillary di Lukla. Il 28 settembre 2012, il Dornier 228 che serviva la rotta si schiantò mentre tentava un atterraggio di emergenza a Kathmandu poco dopo il decollo, provocando la morte di tutte le 19 persone a bordo.
Il rapporto finale, pubblicato dalla Nepal's Aircraft Accident Investigation Commission (NAICC), ha stabilito che si è verificata una riduzione della spinta durante la rullata di decollo, ma non è stato possibile determinare la causa dell'anomalia. La successiva incapacità dell'equipaggio di mantenere la velocità al di sopra di quella di stallo, seguita dall'altitudine insufficiente dell'aereo, ha portato alla caduta del velivolo.

## L'aereo
Il velivolo coinvolto nell'incidente era un Dornier 228-202 biturboelica, immatricolato 9N-AHA, numero di serie 8123. Prima di essere venduto a Sita Air, era stato acquistato da Holiday Express nel 1987. In seguito ottenne la registrazione australiana VH-NSH e poi quella americana N2255E per la G M Hock Construction. Fu venduto alla Executive World Airways come F-ODZG e nel 1990 alla Air Caraïbes.

## Passeggeri ed equipaggio
La maggior parte dei passeggeri erano stranieri che si recavano a Lukla per fare trekking sull'Himalaya. L'ambasciata britannica in Nepal confermò che almeno 7 britannici si trovavano sul volo. La più giovane vittima britannica aveva 27 anni, mentre la più anziana ne aveva 60. Almeno 5 cittadini cinesi e 7 nepalesi erano a bordo del volo.

## L'incidente
Il volo 601 decollò dall'aeroporto Internazionale Tribhuvan alle 06:17 ora locale. Era il primo volo a partire quel giorno. Mentre si trovava ad un'altitudine di 15 metri, il pilota segnalò problemi tecnici all'aeromobile e chiese di tornare indietro. I piloti del volo riferirono a Kathmandu che l'aeromobile potrebbe aver colpito un avvoltoio. Il controllore del traffico aereo di Kathmandu notò che l'aeromobile aveva iniziato a rollare e a compiere manovre insolite. Tre minuti dopo il decollo, sulla via del ritorno all'aeroporto, l'aereo si abbassò vicino al fiume Manohara. Poi scese in picchiata, mancò di poco una baraccopoli e si schiantò sulle rive del fiume Manohara, prendendo fuoco. La parte anteriore della fusoliera era completamente distrutta.
Subito dopo l'incidente, i vigili del fuoco dell'aeroporto Tribhuvan vennero rapidamente dispiegati. Decine di uomini dell'esercito e di soccorritori si precipitarono sul luogo dell'incidente, anche se secondo alcuni rapporti i vigili del fuoco avrebbero impiegato più di mezz'ora. Testimoni oculari dichiararono che diverse persone erano sopravvissute all'incidente e gridavano aiuto all'interno dei rottami in fiamme. I residenti della zona volevano aiutare, ma temevano che se avessero diretto l'acqua sul motore questo sarebbe potuto esplodere. Quando i servizi di emergenza arrivarono sul luogo dell'incidente, la maggior parte delle parti dell'aereo erano completamente distrutte. Tutte le 19 persone a bordo morirono.

## Le indagini
L'Autorità per l'aviazione civile del Nepal ricevette l'ordine di indagare sull'incidente con l'assistenza del Air Accidents Investigation Branch britannico. Gli investigatori iniziarono a raccogliere le prove relative all'incidente. Vennero recuperati sia il registratore dei dati di volo che il registratore vocale della cabina di pilotaggio. Durante il decollo, le condizioni meteorologiche a Tribhuvan erano buone e la visibilità era buona. In base agli interrogatori dei testimoni oculari, l'aereo era in fiamme mentre si schiantava al suolo.
Un parente del copilota del volo 601 dichiarò di aver avvertito che i voli della compagnia aerea erano abitualmente sovraccarichi e che una vicina baraccopoli attirava uccelli sulla pista. Tuttavia, Sagar Acharya, responsabile della sicurezza dei voli della compagnia aerea, negò che l'aereo avesse un peso eccessivo. Secondo la maggior parte dei rapporti, l'aereo aveva subito un impatto con un uccello poco dopo il decollo da Tribhuvan. Secondo notizie contrastanti, l'aereo avrebbe colpito un'aquila nera, mentre secondo altri avrebbe colpito un avvoltoio. La notizia dell'impatto con un uccello venne confermata dal controllore del traffico aereo in servizio, il quale dichairò che il pilota aveva contattato la torre di Tribhuvan per chiedere un atterraggio di emergenza a causa di "problemi tecnici", forse dovuti a un impatto con un uccello. In base alle dichiarazioni dell'ATC, il motore destro del volo 601 potrebbe essere stato colpito da un uccello e aver preso fuoco. Gli investigatori si concentrarono sulla teoria dell'impatto con un uccello, dichiarando poi che tale impatto potrebbe aver causato il nervosismo del pilota. Il velivolo prese fuoco e, nel tentativo di spegnere l'incendio, il pilota tentò un atterraggio di emergenza sul fiume Manohara, ma in qualche modo andò in picchiata e si schiantò in un campo di calcio.
In base al rapporto preliminare pubblicato il 30 settembre 2012, un uccello si era scontrato con il motore destro a circa 50 piedi dal suolo, causando il distacco di alcune parti dal motore che avevano impattato con l'impennaggio disabilitando il timone e interrompendo i controlli dell'aereo. L'aereo iniziò quindi a virare bruscamente.
Gli investigatori esaminarono i filmati delle telecamere a circuito chiuso dell'incidente e notarono che si era verificato un lampo sul motore destro del volo 601, circa 5 secondi prima della rotazione. Un testimone oculare, un pilota professionista, riferì di aver notato che l'aereo aveva tentato di sollevarsi senza successo. Il muso si era sollevato, ma la coda dell'aereo aveva quasi colpito il suolo. Il NAAIC rilevò che l'equipaggio aveva chiamato "V1" prematuramente, e quindi l'aereo non era riuscito a decollare. La NAAIC riferì riferito che l'aereo non era stato in grado di mantenere 77 nodi (143 km/h) in volo livellato, suggerendo che un motore si era guastato e l'altro aveva subito una perdita di potenza di almeno il 13%.
Un'indagine successiva rilevò che le eliche del volo 601 non erano state messe in bandiera e funzionavano normalmente. L'indagine rivelò che il motore non aveva perso tutta la potenza, ma stava funzionando a un basso regime. Le leve di spinta nella cabina di pilotaggio rivelarono che i motori erano rimasti accesi. Non furono trovati resti di uccelli all'interno dei motori. Tuttavia, vi erano prove che un nibbio bruno era stato colpito dalle eliche.
Secondo il foglio di carico, il volo era decollato con una massa al decollo di 5 834 chilogrammi (12 862 lb) e una massa all'atterraggio stimata di 5 698 chilogrammi (12 562 lb). Il foglio di carico indicava che non era stato caricato alcun bagaglio, ma i video di sorveglianza mostravano che un bagaglio di circa 80 chilogrammi (180 lb) era stato caricato e non rimosso prima che l'aereo lasciasse lo stand. Il peso al decollo era stato quindi corretto a 5 914 chilogrammi (13 038 lb) utilizzando i pesi standard del Nepal per i passeggeri, quindi l'aereo era sovraccarico. Tuttavia, il sovraccarico da solo non poteva spiegare il problema delle prestazioni, in quanto ulteriori analisi rivelarono che un velivolo gravemente sovraccarico avrebbe avuto prestazioni migliori del 9N-AHA durante il volo dell'incidente.
L'analisi dei suoni del registratore vocale della cabina di pilotaggio e delle registrazioni dei dati di volo rivelò che la resistenza aerodinamica prodotta dall'elica superava la spinta prodotta. L'inchiesta appurò che: "la resistenza aerodinamica di un motore al minimo di volo è maggiore di quella di un motore inoperoso (OEI), e nel caso del 9N-AHA, dove il flusso di carburante al minimo di volo era stato erroneamente impostato troppo basso, la resistenza aerodinamica sarebbe stata ancora maggiore al minimo (oltre 350 chilogrammi di resistenza aerodinamica). È quindi possibile che a circa 6 200 chilogrammi (13 700 lb) con un motore al 100% della potenza e un motore al minimo, la spinta sarebbe stata insufficiente per mantenere 77 nodi (143 km/h), e la resistenza aerodinamica aggiuntiva su un lato avrebbe influito maggiormente sulla controllabilità rispetto al caso OEI".
Gli investigatori dichiararono che la perdita di potenza si era verificata a 70 nodi (130 km/h), mentre la V1 era a 83 nodi (154 km/h). Al verificarsi della perdita di potenza al di sotto della V1, l'equipaggio avrebbe dovuto annullare il decollo. L'equipaggio sembrava non essersi accorto della perdita di potenza. L'aeromobile aveva continuato ad accelerare, anche se a una velocità inferiore rispetto ai decolli precedenti, e si era alzato in volo a 86 nodi (159 km/h) sopra V2 e aveva continuato ad accelerare per circa 2 secondi, dopodiché la velocità aveva iniziato a diminuire continuamente. La NAAIC dichiarò che l'equipaggio forse non aveva riconosciuto la perdita di potenza perché si era verificata in modo graduale e progressivo piuttosto che istantaneo.
Se si verifica un malfunzionamento dell'aeromobile in fase di decollo o al di sopra della V1, l'aeroporto consente agli equipaggi di volo di continuare il decollo o di atterrare nuovamente sulla pista, se questa è sufficientemente lunga da portare l'aeromobile in sicurezza ad un arresto. Durante l'incidente era disponibile una pista lunga, che avrebbe dovuto essere sufficiente per arrestare l'aeromobile. Tuttavia, l'equipaggio scelse di non optare per questo e continuare il volo. L'inchiesta appurò che l'equipaggio aveva probabilmente scelto di non atterrare all'aeroporto a causa della politica della compagnia di continuare il volo per un malfunzionamento del motore a V1 o superiore.
La NAAIC concluse la sua indagine come segue:
(NAAIC, Final report Sita Air 601)